# Northwestern Mutual
Northwestern Mutual er en amerikansk forsikrings- og finanskoncern. Det er et gensidigt selskab med hovedkvarter i Milwaukee. TDe tilbyder generelle forsikringsprodukter og diverse finansielle services og investeringer. Virksomheden udbetaler dividende til sine kunder.
Northwestern Mutual blev etableret som Mutual Life Insurance Company of the State of Wisconsin 2. marts 1857.